# 天主教加拿大軍中教長區
天主教加拿大軍中教長區（拉丁語：Ordinariatus Militaris Canadensis）是加拿大一個天主教的軍中教長區，直屬聖座，負責牧養信奉天主教的加拿大軍人及其家眷。
教長區2004年有22個堂區、37名司鐸、一名執事、三名修士、兩名修女。現任教長斯科特·麦科格。
1951年2月17日成立軍中代牧區，1986年7月21日被升為教長區。